# Липов Кут
Липов Кут — деревня в Павлоградском районе Омской области. Входит в состав Нивского сельского поселения.

## История
Основана в 1925 году. В 1928 году посёлок Ракитинский состоял из 25 хозяйств, основное население — немцы. В административном отношении находился в составе Кохановского сельсовета Павлоградского района Омского округа Сибирского края.

## Население
| 1926 | 2010 |
| ---- | ---- |
| 113  | ↗397 |

## Улицы
- ул. Восточная,
- ул. Зелёная,
- ул. Школьная.